# Grecka Formuła 3 Sezon 1998
1999 – dziewiąty sezon Greckiej Formuły 3.

## Kalendarz wyścigów
| Runda | Data           | Tor     | Pole position | Najszybsze okrążenie | Zwycięzca (kierowcy)  | Zwycięzca (zespoły) |
| ----- | -------------- | ------- | ------------- | -------------------- | --------------------- | ------------------- |
| 1     | 10 maja        | Megara  | ?             | ?                    | Georgi Magliveras     | EKO                 |
| 2     | 14 czerwca     | Serres  | ?             | ?                    | Vasilis Papaphilippou | BVM                 |
| 3     | 12 lipca       | Tripoli | ?             | ?                    | Nikos Nikolouzos      | KRC                 |
| 4     | 30 sierpnia    | Serres  | ?             | ?                    | Nikos Nikolouzos      | KRC                 |
| 5     | 4 października | Serres  | ?             | ?                    | Nikos Nikolouzos      | KRC                 |
| 6     | 2 listopada    | Tripoli | ?             | ?                    | Nikos Nikolouzos      | KRC                 |
| 7     | 15 listopada   | Rodos   | ?             | ?                    | Nikos Nikolouzos      | KRC                 |
| 8     | 12 grudnia     | Megara  | odwołany      | odwołany             | odwołany              | odwołany            |

## Klasyfikacja kierowców
| Legenda oznaczeń w tabelach wyników Wyświetl szablon na nowej stronie | Legenda oznaczeń w tabelach wyników Wyświetl szablon na nowej stronie                                                                     |
| Oznaczenie                                                            | Wyjaśnienie |
| --------------------------------------------------------------------- | --- |
| Złoty                                                                 | Zwycięzca lub mistrzostwo |
| Srebrny                                                               | 2. miejsce lub wicemistrzostwo |
| Brązowy                                                               | 3. miejsce lub II wicemistrzostwo |
| Zielony                                                               | Ukończył, punktował (w klasyfikacji generalnej, gdy zdobył co najmniej jeden punkt na przestrzeni sezonu, poza trzema powyższymi opcjami) |
| Niebieski                                                             | Ukończył, nie punktował (w klasyfikacji generalnej, gdy nie zdobył co najmniej jednego punktu na przestrzeni sezonu)                      |
| Czerwony                                                              | Nie zakwalifikował się (NZ) |
| Czerwony                                                              | Nie prekwalifikował się (NPK) |
| Różowy                                                                | Nie ukończył (NU) |
| Różowy                                                                | Niesklasyfikowany (NS) (w klasyfikacji generalnej, gdy nie został sklasyfikowany w żadnym wyścigu sezonu)                                 |
| Czarny                                                                | Zdyskwalifikowany (DK) |
| Czarny                                                                | Wykluczony (WYK/EX) |
| Biały                                                                 | Nie wystartował (NW) |
| Biały                                                                 | Kontuzjowany (K/INJ) |
| Biały                                                                 | Wyścig odwołany (OD/C) |
| Bez koloru                                                            | Został wycofany (WYC/WD) |
| Bez koloru                                                            | Nie przybył (NP/DNA) |
| Bez koloru                                                            | Nie brał udziału w treningach (NT/DNP) |
| Bez koloru                                                            | Nie został zgłoszony (–) |
| Pogrubienie                                                           | Start z pole position |
| Kursywa                                                               | Najszybsze okrążenie wyścigu |
| †                                                                     | Nie ukończył, ale jego rezultat został zaliczony ze względu na przejechanie więcej niż 90% dystansu wyścigu.                              |
| *                                                                     | Sezon w trakcie |
| 1/2/3                                                                 | Punktowana pozycja w sprincie kwalifikacyjnym                                                                                             |
| Lista systemów punktacji Formuły 1                                    | |

| Poz. | Kierowca              | Zespół         | MEG | SER | TRI | SER | SER | TRI | ROD | Punkty |
| ---- | --------------------- | -------------- | --- | --- | --- | --- | --- | --- | --- | ------ |
| 1    | Nikos Nikolouzos      | KRC            | -   | 3   | 1   | 1   | 1   | 1   | 1   | 88     |
| 2    | Manolis Moschous      | ADM Motorsport | 3   | 4   | 2   | 7   | 4   | 2   | 3   | 64     |
| 3    | Dimitris Deverikos    | Target Racing  | 4   | 5   | NU  | 2   | 2   | 3   | 5   | 54     |
| 4    | Vasilis Papaphillippu | BVM            | -   | 1   | 9   | 4   | 3   | -   | 4   | 43     |
| 5    | Georgi Magliveras     | EKO            | 1   | 10  | 3   | -   | 5   | 6   | 7   | 41     |
| 6    | Ioannis Georgousnis   |                | -   | 2   | 4   | 9   | 8   | 5   | 6   | 36     |
| 7    | Voutsas               |                | -   | -   | 3   | -   | -   | 4   | 2   | 30     |
| 8    | Kostas Lazarikis      |                | 2   | 6   | -   | -   | -   | -   | -   | 17     |
| 9    | Sammy Phais           |                | -   | 9   | 6   | 5   | -   | 7   | -   | 17     |
| 10   | P. Tsovanoglou        |                | 6   | 7   | 5   | -   | -   | -   | -   | 15     |
| 11   | Nikos Eyaggelotos     |                | -   | 11  | 7   | 8   | 7   | -   | 9   | 13     |
| 12   | Luca Iannaccone       |                | 7   | 12  | -   | 6   | -   | 8   | 11  | 12     |
| 13   | I. Fabiatoy           |                | 5   | -   | -   | -   | -   | -   | -   | 6      |
| 14   | A. Xalkiopoulos       |                | -   | -   | -   | -   | 6   | -   | -   | 5      |
| 15   | Konstantinos Kyritsis |                | -   | 8   | -   | -   | -   | -   | -   | 3      |
| 16   | Kostas Phakiolas      |                | -   | -   | 8   | -   | -   | -   | -   | 3      |
| 17   | Vourlidis             |                | -   | -   | -   | -   | -   | -   | 8   | 3      |
| 18   | Kamitsakis            |                | -   | -   | -   | -   | -   | 9   | -   | 2      |
| 19   | K. Halkiopoulos       |                | -   | -   | -   | -   | -   | -   | 10  | 1      |